# Trenton (Ohio)
Trenton is een plaats (city) in de Amerikaanse staat Ohio, en valt bestuurlijk gezien onder Butler County.

## Demografie
Bij de volkstelling in 2000 werd het aantal inwoners vastgesteld op 8746.
In 2006 is het aantal inwoners door het United States Census Bureau geschat op 10.664, een stijging van 1918 (21,9%).

## Geografie
Volgens het United States Census Bureau beslaat de plaats een oppervlakte van
9,8 km², geheel bestaande uit land. Trenton ligt op ongeveer 211 m boven zeeniveau.

## Plaatsen in de nabije omgeving
De onderstaande figuur toont nabijgelegen plaatsen in een straal van 12 km rond Trenton.

## Geboren
- Zach Apple (23 april 1997), zwemmer